# Arleux-en-Gohelle
Arleux-en-Gohelle és un municipi francès situat al departament del Pas de Calais i a la regió dels Alts de França. L'any 2007 tenia 824 habitants.

## Demografia

### Població
El 2007 la població de fet d'Arleux-en-Gohelle era de 824 persones. Hi havia 307 famílies de les quals 60 eren unipersonals (32 homes vivint sols i 28 dones vivint soles), 73 parelles sense fills, 158 parelles amb fills i 16 famílies monoparentals amb fills.
La població ha evolucionat segons el següent gràfic:
Habitants censats

### Habitatges
El 2007 hi havia 318 habitatges, 307 eren l'habitatge principal de la família, 1 era una segona residència i 10 estaven desocupats. 307 eren cases i 11 eren apartaments. Dels 307 habitatges principals, 246 estaven ocupats pels seus propietaris, 54 estaven llogats i ocupats pels llogaters i 7 estaven cedits a títol gratuït; 18 tenien dues cambres, 23 en tenien tres, 46 en tenien quatre i 220 en tenien cinc o més. 246 habitatges disposaven pel capbaix d'una plaça de pàrquing. A 119 habitatges hi havia un automòbil i a 156 n'hi havia dos o més.

### Piràmide de població
La piràmide de població per edats i sexe el 2009 era:
| Homes | Edats   | Dones |
| ----- | ------- | ----- |
| 0     | 95 o +  | 0     |
| 0     | 90 a 94 | 0     |
| 0     | 85 a 89 | 8     |
| 4     | 80 a 84 | 4     |
| 0     | 75 a 79 | 16    |
| 20    | 70 a 74 | 16    |
| 16    | 65 a 69 | 20    |
| 16    | 60 a 64 | 12    |
| 4     | 55 a 59 | 16    |
| 16    | 50 a 54 | 12    |
| 32    | 45 a 49 | 12    |
| 32    | 40 a 44 | 44    |
| 40    | 35 a 39 | 32    |
| 32    | 30 a 34 | 24    |
| 32    | 25 a 29 | 20    |
| 12    | 20 a 24 | 12    |
| 20    | 15 a 19 | 32    |
| 36    | 10 a 14 | 24    |
| 24    | 5 a 9   | 16    |
| 32    | 0 a 4   | 36    |

## Economia
El 2007 la població en edat de treballar era de 547 persones, 396 eren actives i 151 eren inactives. De les 396 persones actives 362 estaven ocupades (199 homes i 163 dones) i 33 estaven aturades (18 homes i 15 dones). De les 151 persones inactives 32 estaven jubilades, 73 estaven estudiant i 46 estaven classificades com a «altres inactius».

### Ingressos
El 2009 a Arleux-en-Gohelle hi havia 311 unitats fiscals que integraven 820 persones, la mediana anual d'ingressos fiscals per persona era de 20.152 €.

### Activitats econòmiques
Dels 19 establiments que hi havia el 2007, 1 era d'una empresa alimentària, 3 d'empreses de fabricació d'altres productes industrials, 2 d'empreses de construcció, 8 d'empreses de comerç i reparació d'automòbils, 1 d'una empresa financera, 3 d'empreses de serveis i 1 d'una entitat de l'administració pública.
Dels 5 establiments de servei als particulars que hi havia el 2009, 2 eren tallers de reparació d'automòbils i de material agrícola, 1 fusteria, 1 lampisteria i 1 perruqueria.
Dels 2 establiments comercials que hi havia el 2009, 1 era una botiga de menys de 120 m² i 1 una fleca.
L'any 2000 a Arleux-en-Gohelle hi havia 7 explotacions agrícoles.

## Equipaments sanitaris i escolars
El 2009 hi havia una escola maternal integrada dins d'un grup escolar amb les comunes properes formant una escola dispersa.

## Poblacions més properes
El següent diagrama mostra les poblacions més properes.